# Sylvester H. Roper
Pour les articles homonymes, voir Roper (homonymie).
 (septembre 2023).
Le contenu est difficilement compréhensible vu les erreurs de traduction, qui sont peut-être dues à l'utilisation d'un logiciel de traduction automatique.
Sylvester Howard Roper (24 novembre 1823 - 1er juin 1896), est un inventeur américain et un constructeur pionnier des premières automobiles et motos de Boston, Massachusetts. En 1863, il construit une voiture à vapeur, l'un des premiers véhicules routiers à vapeur,,,,.
Le vélocipède à vapeur Sylvester Roper de 1867-1869 a peut-être été la première moto,,,, pour laquelle il est intronisé au Motorcycle Hall of Fame en 2002. Il est également l'inventeur du choke (arme à feu) et un fusil à répétition à revolver,

## Jeunesse

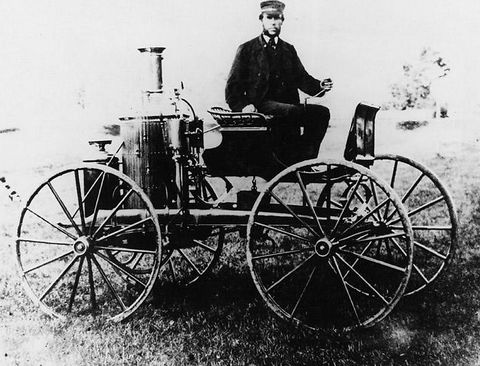
Roper et sa voiture à vapeur, fabriquée quelque temps avant 1870.

Le père de Sylvester H. Roper, Merrick, est un ébéniste, né en 1792 à Sterling . Merrick est arrivé à Francestown, New Hampshire en 1807 et épouse la mère de Sylvester, Susan Fairbanks, en 1817. Sylvester avait un frère aîné qui était peintre en bâtiment, deux sœurs cadettes et un frère cadet qui est devenu machiniste à la Singer Corporation à Boston, puis plus tard bijoutier.
Sylvester Roper naît le 24 novembre 1823,. Dès son plus jeune âge, il fait preuve de talents mécaniques. À 12 ans, il a fabriqué une machine à vapeur stationnaire, même s'il n'en avait jamais vu en personne ; cette invention est conservée en exposition dans le laboratoire de l'Académie de Francestown. À 14 ans, il a construit un moteur de locomotive, et ce n'est qu'après qu'il a vu un tel moteur pour la première fois à Nashua . Roper quitte Francestown à un jeune âge et travaille comme machiniste, d'abord à Nashua, puis à Manchester, New York. et Worcester . Il épouse Almira D. Hill le 20 avril 1845 à Providence, Rhode Island,. En 1854, il s'installe à Boston, Massachusetts et vit dans le quartier de Roxbury au 299 Eustis Street.

## Inventeur

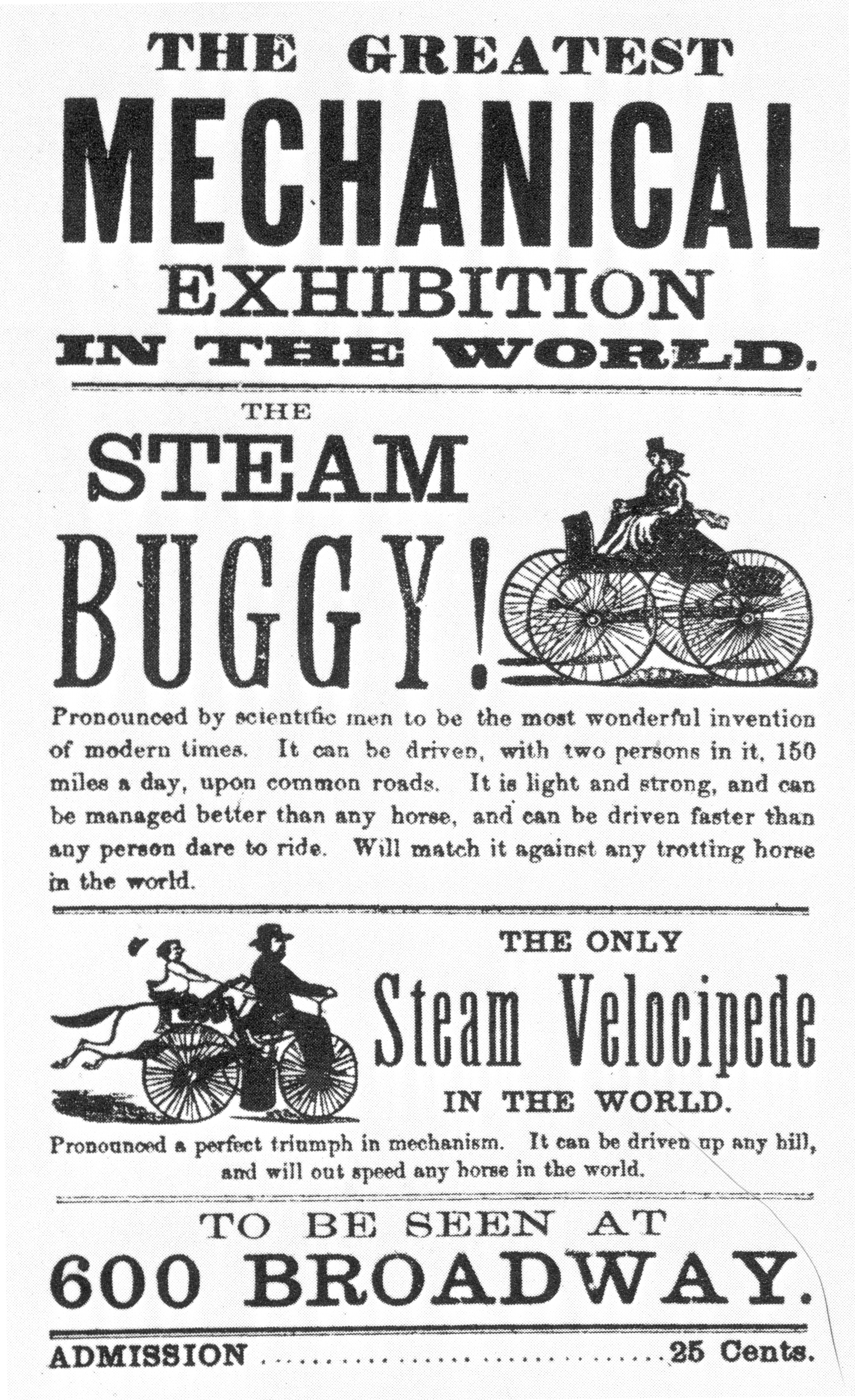
Handbill for Roper steam demonstration.

À peu près au même moment où il arrive à Boston, Sylvester Roper invente sa machine à coudre à point de main. En 1861, il invente un moteur à air chaud et dépose plusieurs brevets pour un moteur à air chaud. Il réussit finalement à construire des moteurs allant de 1 à 4 CV. En 1869, plus de 200 moteurs à air chaud de Roper étaient en service. Roper travaille pour la Springfield Armory pendant la guerre civile. Les travaux de Roper ont fini par attirer l'attention d'autres inventeurs et ingénieurs de la région, notamment Elias Howe, Alvan Clark, Christopher Miner Spencer. On a vu Roper conduire sa voiture à vapeur dans Boston en 1863. Une de ces voitures de 1863 est allée au Henry Ford,.
Sylvester Roper invente le premier fusil de chasse. Choke (armes à feu), de courts tubes qui pouvaient être enfilés sur, ou retirés de, l'extérieur du canon du fusil de chasse pour faire varier la répartition des plombs en fonction des cibles et des portées. Roper et Christopher Miner Spencer ont obtenu un brevet commun pour un mécanisme de fusil de chasse à répétition le 4 avril 1882. Plus tard, le 21 avril 1885, Roper obtient seul un brevet pour un mécanisme amélioré de chargement de fusil de chasse. Roper et son fils, Charles, conçoivent une usine de fabrication de matériel de vissage, que Charles Roper continue de gérer après la mort de son père,.

## Décès à vélo
Le 1er juin 1896, Sylvester Roper chevauchait l'un de ses derniers modèles de vélocipèdes, un Pope Manufacturing Company. Columbia auquel on avait ajouté un moteur à vapeur. jusqu'à la piste cyclable de la Charles River, près de Harvard Bridge, Cambridge où il fait plusieurs tours, pactisant les cyclistes présents, y compris le coureur professionnel Tom Butler qui ne pouvait pas suivre le rythme de la machine à vapeur. Roper est chronométré à 2 minutes 1. 4 secondes pour le mile volant, pour une vitesse de pointe de 40 miles/heure, On le voit instable puis tomber sur la piste, souffrant d'une blessure à la tête, et il est retrouvé mort. Après autopsie, la cause du décès s'est avérée être une insuffisance cardiaque, bien que l'on ne sache pas si l'accident est la cause du stress subi par son cœur, ou si son cœur fait défaut avant l'accident.

## Liste des brevets
| Numéro                  | Titre                                                               | Date de délivrance | Co-inventeur               |
| ----------------------- | ------------------------------------------------------------------- | ------------------ | -------------------------- |
| (en) Brevet U.S. 2848   | Cadenas                                                             | 9 novembre 1842    |                            |
| (en) Brevet U.S. 34723  | Amélioration des moteurs à air chaud                                | 18 mars 1862       |                            |
| (en) Brevet U.S. 53881  | Amélioration des armes à feu à revolver                             | 10 avril 1866      |                            |
| (en) Brevet U.S. 79861  | Améliorations apportées à la bouche détachable des fusils de chasse | 14 juillet 1868    |                            |
| (en) Brevet U.S. 94135  | Amélioration d'une machine à tricoter                               | 24 août 1869       |                            |
| (en) Brevet U.S. 117931 | Amélioration des machines à tricoter                                | 8 août 1871        |                            |
| (en) Brevet U.S. 255894 | Arme à feu de magasin                                               | 4 avril 1882       | Christopher M. Spencer     |
| (en) Brevet U.S. 262321 | Machine à visser les métaux                                         | 8 août 1882        | Charles F. Sylvester Roper |
| (en) Brevet U.S. 300736 | Machine à visser les métaux                                         | 17 juin 1884       | Charles F. Sylvester Roper |
| (en) Brevet U.S. 409429 | Arme à feu à chargeur                                               | 20 août 1889       |                            |
| Arme à feu de magasin   | Arme à feu à chargeur                                               | 29 octobre 1889    |                            |
| (en) Brevet U.S. 514094 | Arme à feu                                                          | 6 février 1894     |                            |
| (en) Brevet U.S. 516117 | Évacuation d'incendie                                               | 6 mars 1894        |                            |